# Élections cantonales de 2004 dans l'Aude
Les élections cantonales ont eu lieu les 21 et 28 mars 2004.
Lors de ces élections, 18 des 35 cantons de l'Aude ont été renouvelés. Elles ont vu la reconduction de la majorité socialiste dirigée par Marcel Rainaud, président du conseil général depuis 1998.

## Résultats à l’échelle du département
Répartition départementale des résultats (2e tour).
- PCF (15,55 %)
- PS (41,99 %)
- DVG (7,02 %)
- Divers (1,21 %)
- UMP (13,13 %)
- DVD (10,54 %)
- FN (10,57 %)

| Étiquette      | Étiquette                           | Premier tour | Premier tour | Second tour | Second tour | Sièges |
| Étiquette      | Étiquette                           | Voix         | %            | Voix        | %           | Sièges |
| -------------- | ----------------------------------- | ------------ | ------------ | ----------- | ----------- | ------ |
|                | Parti socialiste                    | 31 585       | 43,00        | 20 755      | 41,99       | 15     |
|                | Parti communiste français           | 9 806        | 13,35        | 7 684       | 15,55       | 1      |
|                | Les Verts                           | 3 598        | 4,90         |             |             |        |
|                | Divers gauche                       | 3 580        | 4,87         | 3 468       | 7,02        | 1      |
|                | Extrême gauche                      | 1 204        | 1,64         |             |             |        |
| Gauche         | Gauche                              | 49 773       | 67,76        | 31 907      | 64,54       | 17     |
|                |                                     |              |              |             |             |        |
|                | Front national                      | 10 143       | 13,81        | 5 225       | 10,57       | 0      |
|                | Union pour un mouvement populaire   | 7 633        | 10,39        | 6 488       | 13,13       | 1      |
|                | Divers droite                       | 5 125        | 6,98         | 5 210       | 10,54       | 0      |
|                | Chasse, pêche, nature et traditions | 151          | 0,21         |             |             |        |
|                | Extrême droite                      | 29           | 0,04         |             |             |        |
| Droite         | Droite                              | 23 081       | 31,43        | 16 923      | 34,24       | 1      |
|                |                                     |              |              |             |             |        |
|                | Divers                              | 381          | 0,52         | 599         | 1,21        | 0      |
|                |                                     |              |              |             |             |        |
|                | Écologistes divers                  | 211          | 0,29         |             |             |        |
|                |                                     |              |              |             |             |        |
| Inscrits       | Inscrits                            | 108 657      | 100,00       | 73 766      | 100,00      |        |
| Abstention     | Abstention                          | 31 077       | 28,60        | 20 227      | 27,42       |        |
| Votants        | Votants                             | 77 580       | 71,40        | 53 539      | 72,58       |        |
| Blancs et nuls | Blancs et nuls                      | 4 134        | 5,33         | 4 110       | 7,68        |        |
| Exprimés       | Exprimés                            | 73 446       | 94,67        | 49 429      | 92,32       |        |

## Résultats par canton

### Canton d'Alaigne
| Candidats      | Candidats          | Étiquette      | Premier tour | Premier tour | Second tour | Second tour |
| Candidats      | Candidats          | Étiquette      | Voix         | %            | Voix        | %           |
| -------------- | ------------------ | -------------- | ------------ | ------------ | ----------- | ----------- |
|                | Jacques Durand*    | PS             | 1 410        | 49,46        | 1 668       | 60,04       |
|                | Marc Joncker       | DVD            | 693          | 24,31        | 1 110       | 39,96       |
|                | Gilles Tanneau     | DVG            | 408          | 14,31        |             |             |
|                | Angélique Le Corre | FN             | 229          | 8,03         |             |             |
|                | Roger Lagoutte     | PCF            | 111          | 3,89         |             |             |
|                |                    |                |              |              |             |             |
| Inscrits       | Inscrits           | Inscrits       | 3 797        | 100,00       | 3 797       | 100,00      |
| Abstention     | Abstention         | Abstention     | 818          | 21,54        | 794         | 20,91       |
| Votants        | Votants            | Votants        | 2 979        | 78,46        | 3 003       | 79,09       |
| Blancs et nuls | Blancs et nuls     | Blancs et nuls | 128          | 4,30         | 225         | 7,49        |
| Exprimés       | Exprimés           | Exprimés       | 2 851        | 95,70        | 2 778       | 92,51       |

*sortant

### Canton d'Alzonne
| Candidats      | Candidats       | Étiquette      | Premier tour | Premier tour |
| Candidats      | Candidats       | Étiquette      | Voix         | %            |
| -------------- | --------------- | -------------- | ------------ | ------------ |
|                | Michel Escande* | PS             | 2 241        | 52,09        |
|                | Philippe Fau    | DVD            | 1 166        | 27,10        |
|                | Gérard Morio    | FN             | 469          | 10,90        |
|                | Daniel Dedies   | Verts          | 266          | 6,18         |
|                | Jeannine Garino | PCF            | 160          | 3,72         |
|                |                 |                |              |              |
| Inscrits       | Inscrits        | Inscrits       | 5 880        | 100,00       |
| Abstention     | Abstention      | Abstention     | 1 385        | 23,55        |
| Votants        | Votants         | Votants        | 4 495        | 76,45        |
| Blancs et nuls | Blancs et nuls  | Blancs et nuls | 193          | 4,29         |
| Exprimés       | Exprimés        | Exprimés       | 4 302        | 95,71        |

*sortant

### Canton d'Axat
| Candidats      | Candidats        | Étiquette      | Premier tour | Premier tour |
| Candidats      | Candidats        | Étiquette      | Voix         | %            |
| -------------- | ---------------- | -------------- | ------------ | ------------ |
|                | Marcel Martinez* | PS             | 845          | 69,26        |
|                | André Bartrina   | DVG            | 226          | 18,52        |
|                | Gérard Rivière   | PCF            | 98           | 8,03         |
|                | Gérard Pano      | FN             | 51           | 4,18         |
|                |                  |                |              |              |
| Inscrits       | Inscrits         | Inscrits       | 1 673        | 100,00       |
| Abstention     | Abstention       | Abstention     | 402          | 24,03        |
| Votants        | Votants          | Votants        | 1 271        | 75,97        |
| Blancs et nuls | Blancs et nuls   | Blancs et nuls | 51           | 4,01         |
| Exprimés       | Exprimés         | Exprimés       | 1 220        | 95,99        |

*sortant

### Canton de Belpech
| Candidats      | Candidats      | Étiquette      | Premier tour | Premier tour |
| Candidats      | Candidats      | Étiquette      | Voix         | %            |
| -------------- | -------------- | -------------- | ------------ | ------------ |
|                | Julien Mario*  | UMP            | 715          | 60,75        |
|                | Olivier Ruel   | DVG            | 343          | 29,14        |
|                | Anny Lauge     | FN             | 66           | 5,61         |
|                | Andre Alaux    | PCF            | 53           | 4,50         |
|                |                |                |              |              |
| Inscrits       | Inscrits       | Inscrits       | 1 643        | 100,00       |
| Abstention     | Abstention     | Abstention     | 416          | 25,32        |
| Votants        | Votants        | Votants        | 1 227        | 74,68        |
| Blancs et nuls | Blancs et nuls | Blancs et nuls | 50           | 4,07         |
| Exprimés       | Exprimés       | Exprimés       | 1 177        | 95,93        |

*sortant

### Canton de Carcassonne-Est
| Candidats      | Candidats      | Étiquette      | Premier tour | Premier tour | Second tour | Second tour |
| Candidats      | Candidats      | Étiquette      | Voix         | %            | Voix        | %           |
| -------------- | -------------- | -------------- | ------------ | ------------ | ----------- | ----------- |
|                | Marc Deblonde* | PS             | 3 089        | 39,25        | 4 472       | 53,95       |
|                | Jean-Luc Roux  | UMP            | 1 865        | 23,69        | 2 434       | 29,36       |
|                | Robert Morio   | FN             | 1 566        | 19,90        | 1 383       | 16,68       |
|                | Amandine Omari | PCF            | 761          | 9,67         |             |             |
|                | Michel Cornuet | Verts          | 590          | 7,50         |             |             |
|                |                |                |              |              |             |             |
| Inscrits       | Inscrits       | Inscrits       | 12 186       | 100,00       | 12 187      | 100,00      |
| Abstention     | Abstention     | Abstention     | 3 906        | 32,05        | 3 484       | 28,59       |
| Votants        | Votants        | Votants        | 8 280        | 67,95        | 8 703       | 71,41       |
| Blancs et nuls | Blancs et nuls | Blancs et nuls | 409          | 4,94         | 414         | 4,76        |
| Exprimés       | Exprimés       | Exprimés       | 7 871        | 95,06        | 8 289       | 95,24       |

*sortant

### Canton de Carcassonne-Sud
| Candidats      | Candidats         | Étiquette      | Premier tour | Premier tour | Second tour | Second tour |
| Candidats      | Candidats         | Étiquette      | Voix         | %            | Voix        | %           |
| -------------- | ----------------- | -------------- | ------------ | ------------ | ----------- | ----------- |
|                | Alain Tarlier*    | PS             | 1 459        | 38,78        | 2 041       | 51,06       |
|                | Gilles Icher      | UMP            | 1 078        | 28,65        | 1 337       | 33,45       |
|                | Jean-Louis Maurel | FN             | 716          | 19,03        | 619         | 15,49       |
|                | Mylène Vesentini  | PCF            | 396          | 10,53        |             |             |
|                | Bernard Colin     | EXG            | 113          | 3,00         |             |             |
|                |                   |                |              |              |             |             |
| Inscrits       | Inscrits          | Inscrits       | 5 880        | 100,00       | 5 880       | 100,00      |
| Abstention     | Abstention        | Abstention     | 1 928        | 32,79        | 1 699       | 28,89       |
| Votants        | Votants           | Votants        | 3 952        | 67,21        | 4 181       | 71,11       |
| Blancs et nuls | Blancs et nuls    | Blancs et nuls | 190          | 4,81         | 184         | 4,40        |
| Exprimés       | Exprimés          | Exprimés       | 3 762        | 95,19        | 3 997       | 95,60       |

*sortant

### Canton de Castelnaudary-Nord
| Candidats      | Candidats           | Étiquette      | Premier tour | Premier tour | Second tour | Second tour |
| Candidats      | Candidats           | Étiquette      | Voix         | %            | Voix        | %           |
| -------------- | ------------------- | -------------- | ------------ | ------------ | ----------- | ----------- |
|                | Dominique Semenou   | DVG            | 2 021        | 40,97        | 2 561       | 50,34       |
|                | Alain Bauda*        | PS             | 1 420        | 28,79        | 1 652       | 32,47       |
|                | Muriel Brunel       | UMP            | 764          | 15,49        | 874         | 17,18       |
|                | William Macou       | FN             | 415          | 8,41         |             |             |
|                | Dominique Galonnier | EXG            | 146          | 2,96         |             |             |
|                | Jean Courtessolle   | PCF            | 138          | 2,80         |             |             |
|                | Érick Mercher       | EXD            | 29           | 0,59         |             |             |
|                |                     |                |              |              |             |             |
| Inscrits       | Inscrits            | Inscrits       | 6 848        | 100,00       | 6 848       | 100,00      |
| Abstention     | Abstention          | Abstention     | 1 737        | 25,37        | 1 545       | 22,56       |
| Votants        | Votants             | Votants        | 5 111        | 74,63        | 5 303       | 77,44       |
| Blancs et nuls | Blancs et nuls      | Blancs et nuls | 178          | 3,48         | 216         | 4,07        |
| Exprimés       | Exprimés            | Exprimés       | 4 933        | 96,52        | 5 087       | 95,93       |

*sortant

### Canton de Chalabre
| Candidats      | Candidats           | Étiquette      | Premier tour | Premier tour |
| Candidats      | Candidats           | Étiquette      | Voix         | %            |
| -------------- | ------------------- | -------------- | ------------ | ------------ |
|                | Roger Rosich*       | PS             | 1 227        | 68,05        |
|                | Jacques Brady       | EXG            | 167          | 9,26         |
|                | Jean-Claude Barrios | UMP            | 165          | 9,15         |
|                | Guy Drouard         | FN             | 126          | 6,99         |
|                | Alain Bonnery       | PCF            | 118          | 6,54         |
|                |                     |                |              |              |
| Inscrits       | Inscrits            | Inscrits       | 2 648        | 100,00       |
| Abstention     | Abstention          | Abstention     | 726          | 27,42        |
| Votants        | Votants             | Votants        | 1 922        | 72,58        |
| Blancs et nuls | Blancs et nuls      | Blancs et nuls | 119          | 6,19         |
| Exprimés       | Exprimés            | Exprimés       | 1 803        | 93,81        |

*sortant

### Canton de Couiza
| Candidats      | Candidats            | Étiquette      | Premier tour | Premier tour |
| Candidats      | Candidats            | Étiquette      | Voix         | %            |
| -------------- | -------------------- | -------------- | ------------ | ------------ |
|                | Jacques Hortala*     | PS             | 1 159        | 52,92        |
|                | Claude Lete          | Verts          | 539          | 24,61        |
|                | Jean Verza           | PCF            | 233          | 10,64        |
|                | Émile Oustry         | FN             | 206          | 9,41         |
|                | Jean-Pierre Bachelet | EXG            | 53           | 2,42         |
|                |                      |                |              |              |
| Inscrits       | Inscrits             | Inscrits       | 3 046        | 100,00       |
| Abstention     | Abstention           | Abstention     | 742          | 24,36        |
| Votants        | Votants              | Votants        | 2 304        | 75,64        |
| Blancs et nuls | Blancs et nuls       | Blancs et nuls | 114          | 4,95         |
| Exprimés       | Exprimés             | Exprimés       | 2 190        | 95,05        |

*sortant

### Canton de Coursan
| Candidats      | Candidats         | Étiquette      | Premier tour | Premier tour | Second tour | Second tour |
| Candidats      | Candidats         | Étiquette      | Voix         | %            | Voix        | %           |
| -------------- | ----------------- | -------------- | ------------ | ------------ | ----------- | ----------- |
|                | Gilbert Pla*      | PCF            | 3 894        | 35,50        | 7 684       | 70,45       |
|                | Annie Dubeau      | PS             | 3 376        | 30,77        | Retrait     | Retrait     |
|                | Bruno Pena        | FN             | 2 367        | 21,58        | 3 223       | 29,55       |
|                | Anne-France Seguy | Verts          | 963          | 8,78         |             |             |
|                | Yannick Amiard    | EXG            | 370          | 3,37         |             |             |
|                |                   |                |              |              |             |             |
| Inscrits       | Inscrits          | Inscrits       | 17 693       | 100,00       | 17 689      | 100,00      |
| Abstention     | Abstention        | Abstention     | 5 775        | 32,64        | 5 279       | 29,84       |
| Votants        | Votants           | Votants        | 11 918       | 67,36        | 12 410      | 70,16       |
| Blancs et nuls | Blancs et nuls    | Blancs et nuls | 948          | 7,95         | 1 503       | 12,11       |
| Exprimés       | Exprimés          | Exprimés       | 10 970       | 92,05        | 10 907      | 87,89       |

*sortant

### Canton de Durban-Corbières
| Candidats      | Candidats          | Étiquette      | Premier tour | Premier tour | Second tour | Second tour |
| Candidats      | Candidats          | Étiquette      | Voix         | %            | Voix        | %           |
| -------------- | ------------------ | -------------- | ------------ | ------------ | ----------- | ----------- |
|                | Régis Barailla*    | PS             | 962          | 43,16        | 1 248       | 57,91       |
|                | Pierre Galinier    | DVG            | 298          | 13,37        | 907         | 42,09       |
|                | Guy Gout           | DVG            | 284          | 12,74        |             |             |
|                | Madeleine Rastoul  | UMP            | 260          | 11,66        |             |             |
|                | Robert Duhamel     | FN             | 186          | 8,34         |             |             |
|                | Guy Thrithard      | PCF            | 129          | 5,79         |             |             |
|                | Marie-Laure Arripe | Verts          | 110          | 4,93         |             |             |
|                |                    |                |              |              |             |             |
| Inscrits       | Inscrits           | Inscrits       | 3 013        | 100,00       | 3 012       | 100,00      |
| Abstention     | Abstention         | Abstention     | 686          | 22,77        | 644         | 21,38       |
| Votants        | Votants            | Votants        | 2 327        | 77,23        | 2 368       | 78,62       |
| Blancs et nuls | Blancs et nuls     | Blancs et nuls | 98           | 4,21         | 213         | 8,99        |
| Exprimés       | Exprimés           | Exprimés       | 2 229        | 95,79        | 2 155       | 91,01       |

*sortant

### Canton de Lagrasse
| Candidats      | Candidats           | Étiquette      | Premier tour | Premier tour |
| Candidats      | Candidats           | Étiquette      | Voix         | %            |
| -------------- | ------------------- | -------------- | ------------ | ------------ |
|                | Marcel Rainaud*     | PS             | 1 316        | 70,34        |
|                | Daniel Lepine       | PCF            | 267          | 14,27        |
|                | Catherine Ribo      | ECO            | 147          | 7,86         |
|                | Christophe Dietrich | FN             | 141          | 7,54         |
|                |                     |                |              |              |
| Inscrits       | Inscrits            | Inscrits       | 2 544        | 100,00       |
| Abstention     | Abstention          | Abstention     | 556          | 21,86        |
| Votants        | Votants             | Votants        | 1 988        | 78,14        |
| Blancs et nuls | Blancs et nuls      | Blancs et nuls | 117          | 5,89         |
| Exprimés       | Exprimés            | Exprimés       | 1 871        | 94,11        |

*sortant

### Canton de Lézignan-Corbières
| Candidats      | Candidats        | Étiquette      | Premier tour | Premier tour |
| Candidats      | Candidats        | Étiquette      | Voix         | %            |
| -------------- | ---------------- | -------------- | ------------ | ------------ |
|                | Pierre Tournier* | PS             | 5 342        | 55,28        |
|                | Hélène Nesti     | UMP            | 1 406        | 14,55        |
|                | Rémi Penavaire   | PCF            | 1 358        | 14,05        |
|                | Philippe Poulin  | FN             | 1 228        | 12,71        |
|                | Roland Palacin   | EXG            | 329          | 3,40         |
|                |                  |                |              |              |
| Inscrits       | Inscrits         | Inscrits       | 13 966       | 100,00       |
| Abstention     | Abstention       | Abstention     | 3 845        | 27,53        |
| Votants        | Votants          | Votants        | 10 121       | 72,47        |
| Blancs et nuls | Blancs et nuls   | Blancs et nuls | 458          | 4,53         |
| Exprimés       | Exprimés         | Exprimés       | 9 663        | 95,47        |

*sortant

### Canton de Mas-Cabardès
| Candidats      | Candidats             | Étiquette      | Premier tour | Premier tour |
| Candidats      | Candidats             | Étiquette      | Voix         | %            |
| -------------- | --------------------- | -------------- | ------------ | ------------ |
|                | Francis Bels*         | PS             | 804          | 56,34        |
|                | Marie-Josée Bayssette | UMP            | 330          | 23,13        |
|                | Lucien Belmonte       | FN             | 102          | 7,15         |
|                | Robert Montane        | PCF            | 101          | 7,08         |
|                | Anne-Marie Quenisset  | ECO            | 64           | 4,48         |
|                | Jacques Vieules       | EXG            | 26           | 1,82         |
|                |                       |                |              |              |
| Inscrits       | Inscrits              | Inscrits       | 1 887        | 100,00       |
| Abstention     | Abstention            | Abstention     | 393          | 20,83        |
| Votants        | Votants               | Votants        | 1 494        | 79,17        |
| Blancs et nuls | Blancs et nuls        | Blancs et nuls | 67           | 4,48         |
| Exprimés       | Exprimés              | Exprimés       | 1 427        | 95,52        |

*sortant

### Canton de Narbonne-Est
| Candidats      | Candidats             | Étiquette      | Premier tour | Premier tour | Second tour | Second tour |
| Candidats      | Candidats             | Étiquette      | Voix         | %            | Voix        | %           |
| -------------- | --------------------- | -------------- | ------------ | ------------ | ----------- | ----------- |
|                | Françoise Dubourdieu* | DVD            | 3 266        | 39,05        | 4 100       | 47,24       |
|                | Murielle Raymond      | PS             | 2 575        | 30,79        | 4 580       | 52,76       |
|                | Jean-Pierre Nadal     | FN             | 1 156        | 13,82        |             |             |
|                | Jean-Paul Tournissa   | PCF            | 779          | 9,31         |             |             |
|                | Marc Ventura          | Verts          | 587          | 7,02         |             |             |
|                |                       |                |              |              |             |             |
| Inscrits       | Inscrits              | Inscrits       | 13 238       | 100,00       | 13 238      | 100,00      |
| Abstention     | Abstention            | Abstention     | 4 431        | 33,47        | 3 932       | 29,70       |
| Votants        | Votants               | Votants        | 8 807        | 66,53        | 9 306       | 70,30       |
| Blancs et nuls | Blancs et nuls        | Blancs et nuls | 444          | 5,04         | 626         | 6,73        |
| Exprimés       | Exprimés              | Exprimés       | 8 363        | 94,96        | 8 680       | 93,27       |

*sortant

### Canton de Peyriac-Minervois
| Candidats      | Candidats            | Étiquette      | Premier tour | Premier tour | Second tour | Second tour |
| Candidats      | Candidats            | Étiquette      | Voix         | %            | Voix        | %           |
| -------------- | -------------------- | -------------- | ------------ | ------------ | ----------- | ----------- |
|                | Jean-José Francisco* | PS             | 2 998        | 46,52        | 4 423       | 70,59       |
|                | Richard Calvet       | UMP            | 1 050        | 16,29        | 1 843       | 29,41       |
|                | Julien Boutet        | PCF            | 1 038        | 16,11        | Retrait     | Retrait     |
|                | Jean-Pascal Andure   | FN             | 891          | 13,82        |             |             |
|                | Charles-Marie Benson | Verts          | 468          | 7,26         |             |             |
|                |                      |                |              |              |             |             |
| Inscrits       | Inscrits             | Inscrits       | 9 467        | 100,00       | 9 467       | 100,00      |
| Abstention     | Abstention           | Abstention     | 2 649        | 27,98        | 2 548       | 26,91       |
| Votants        | Votants              | Votants        | 6 818        | 72,02        | 6 919       | 73,09       |
| Blancs et nuls | Blancs et nuls       | Blancs et nuls | 373          | 5,47         | 653         | 9,44        |
| Exprimés       | Exprimés             | Exprimés       | 6 445        | 94,53        | 6 266       | 90,56       |

*sortant

### Canton de Salles-sur-l'Hers
| Candidats      | Candidats          | Étiquette      | Premier tour | Premier tour |
| Candidats      | Candidats          | Étiquette      | Voix         | %            |
| -------------- | ------------------ | -------------- | ------------ | ------------ |
|                | Michel Brousse*    | PS             | 885          | 77,50        |
|                | Pascale Teisseyre  | FN             | 181          | 15,85        |
|                | Jean-Claude Belmas | PCF            | 76           | 6,65         |
|                |                    |                |              |              |
| Inscrits       | Inscrits           | Inscrits       | 1 600        | 100,00       |
| Abstention     | Abstention         | Abstention     | 338          | 21,13        |
| Votants        | Votants            | Votants        | 1 262        | 78,88        |
| Blancs et nuls | Blancs et nuls     | Blancs et nuls | 120          | 9,51         |
| Exprimés       | Exprimés           | Exprimés       | 1 142        | 90,49        |

*sortant

### Canton de Tuchan
| Candidats      | Candidats                     | Étiquette      | Premier tour | Premier tour | Second tour | Second tour |
| Candidats      | Candidats                     | Étiquette      | Voix         | %            | Voix        | %           |
| -------------- | ----------------------------- | -------------- | ------------ | ------------ | ----------- | ----------- |
|                | Sylvie Astruc*                | PS             | 477          | 38,88        | 671         | 52,83       |
|                | Michel Boyer                  | SE             | 381          | 31,05        | 599         | 47,17       |
|                | Pierre Foulquier              | CPNT           | 151          | 12,31        |             |             |
|                | André Marty                   | PCF            | 96           | 7,82         |             |             |
|                | Marie-Chantal Picart-Ollivier | Verts          | 75           | 6,11         |             |             |
|                | Anne Cathala                  | FN             | 47           | 3,83         |             |             |
|                |                               |                |              |              |             |             |
| Inscrits       | Inscrits                      | Inscrits       | 1 648        | 100,00       | 1 648       | 100,00      |
| Abstention     | Abstention                    | Abstention     | 344          | 20,87        | 302         | 18,33       |
| Votants        | Votants                       | Votants        | 1 304        | 79,13        | 1 346       | 81,67       |
| Blancs et nuls | Blancs et nuls                | Blancs et nuls | 77           | 5,90         | 76          | 5,65        |
| Exprimés       | Exprimés                      | Exprimés       | 1 227        | 94,10        | 1 270       | 94,35       |

*sortant